# سورجو (آن)
سورجو (بالفرنسية: Surjoux)‏ هي بلدية فرنسية تقع في إقليم الآن في فرنسا. رمز إنسي لها هو:1413. أما الرمز البريدي لها فهو: 1420.